# Kodralija (Đakovica)
Pour l’article homonyme, voir Kodralija (Dečani).
Kodrali en albanais et Kodralija en serbe latin (en serbe cyrillique : Кодралија) est une localité du Kosovo située dans la commune/municipalité de Gjakovë/Đakovica, district de Gjakovë/Đakovica (Kosovo) ou de Pejë/Peć (Serbie). Selon le recensement kosovar de 2011, elle compte 145 habitants.

## Démographie

### Évolution historique de la population dans la localité
| 1948 | 1953 | 1961 | 1971 | 1981 | 1991 | 2011 |
| ---- | ---- | ---- | ---- | ---- | ---- | ---- |
| 154  | 162  | 223  | 204  | 215  | 197  | 145  |

|  |

### Répartition de la population par nationalités (2011)
En 2011, les Albanais représentaient 93,79 % de la population et les Égyptiens 6,21 %.